# Cyclocity
Pour l’article homonyme, voir Cyclocity (Bruxelles), un ancien service bruxellois de Vélos en libre-service, application du système Cyclocity.

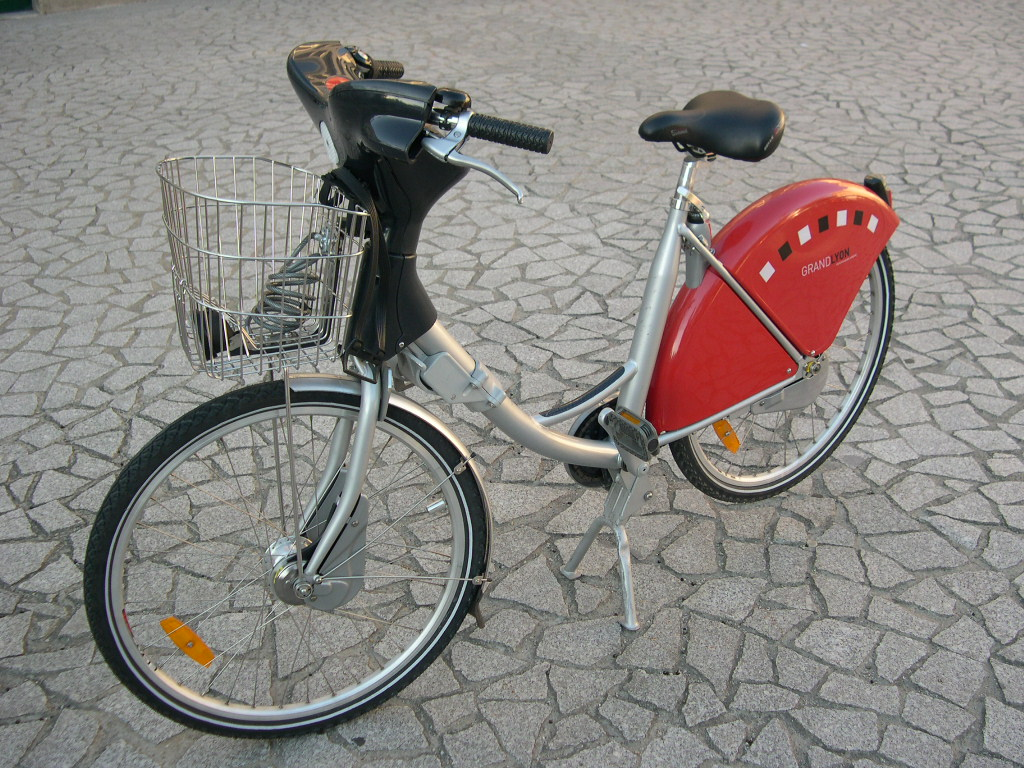
Un vélo du service vélo'v à Lyon.

Cyclocity est un système, en partie breveté, de vélos en libre-service développé et commercialisé par JCDecaux. Cyclocity est aussi le nom de la filiale de JCDecaux chargée du développement et de l'exploitation de ce système.
Le fondateur de la société JCDecaux, Jean-Claude Decaux, présenté comme un cycliste convaincu, aurait initié lui-même le projet[réf. souhaitée]. Installé et expérimenté à Vienne (Citybike Wien), le système a été mis en place pour la première fois à grande échelle sous le nom de Vélo'v à Lyon en mai 2005. Le système a été décliné à Paris entre 2007 et 2017 avec  le Vélib', qui représentait environ 20 000 vélos et 1 202 stations.
En septembre 2011, JCDecaux annonce avoir atteint le chiffre de 200 millions de locations pour ses vélos en libre-service dans le monde entier, alors qu'il gère un parc de 47 000 vélos et 3 800 stations implantées dans 67 villes dans dix pays. 
Des systèmes concurrents ont été développés par Clear Channel (avec son système SmartBike), les concepteurs du système BIXI à Montréal, Effia (avec son système Vélossimo) et Smoove, une start up montpelliéraine.

## Concept
Si Clear Channel et JCDecaux se disputent le principe du vélo partagé, on retrouve l'origine d'un tel concept dès les années 1970 au Danemark. La mise en place d'un système de vélos en libre-service gratuit a été mis en service dans les années 1995 à Copenhague, des vélos sont empruntables dans la ville avec une simple pièce de monnaie comme pour les chariots de supermarché[réf. souhaitée]. Le système a été développé dans d'autres villes du nord de l'Europe où ce modeste système anti-vol suffit, la transposition n'étant pas évidente partout. Le développement d'une offre performante et sécurisée par des industriels gestionnaires de mobilier urbain a alors vu le jour.

## Historique

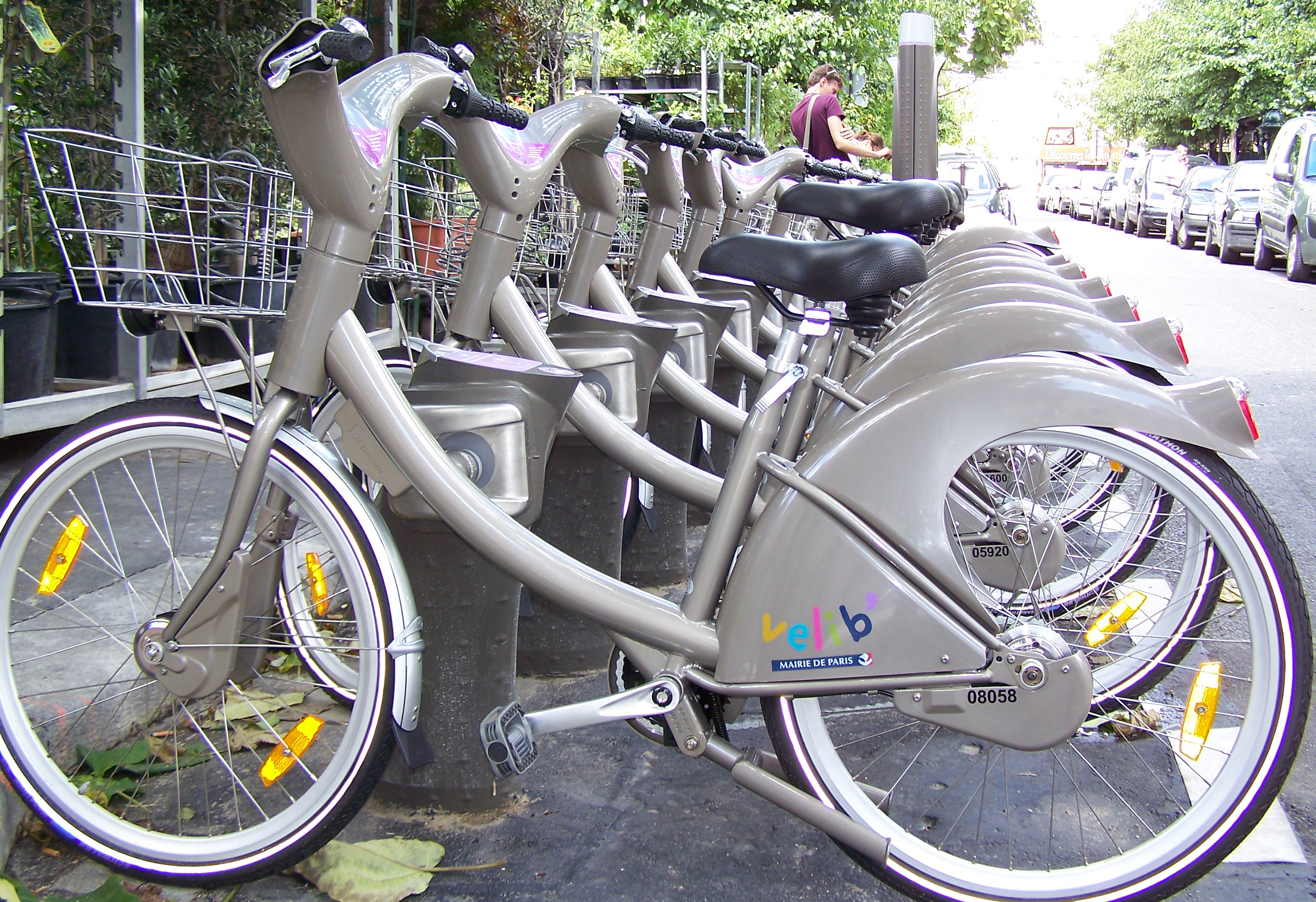
Vélos du service Vélib' (entre 2007 et 2017) dans leur station à Paris.

- 1967 - Pour lutter contre la pollution, l'élu local Luud Schimmelpennink propose à la ville d'Amsterdam un projet de 2 000 vélos blancs, qui pourront être utilisés gratuitement par les habitants de la ville.
- 1975 - La ville de La Rochelle propose 350 vélos jaunes sur 3 points de location en complément de son offre de transport public.
- 30 mai 1995 - Lancement de Bycyklen à Copenhague, Danemark : 1 000 vélos sont proposés gratuitement dans 120 stations en libre service.
- 6 juin 1998 - Clear Channel lance Vélo à la carte à Rennes « Premier libre-service de vélos informatisé au monde »[3].
- 1999 : lancement du projet dans le cadre de la direction industrielle de JCDecaux.
- 2002 - Lancement de Viennabike par une association à Vienne en Autriche, sur le modèle des Bycyklen mais le service faillit au bout de quelques semaines.
- mai 2001 : Dépôt du brevet fondateur du système.
- juin 2002 : Lancement de la phase pilote sur le site de la Clef de Saint-Pierre[4].
- fin 2002 : Lancement d’une première génération de Cyclocity destinée aux projets de Vienne en Autriche (CitybikeWien, remplacement de Viennabike), Gijón et Cordoue en Espagne.
- 2002/2003 : Dépôt d'un brevet pour une solution d'accès par carte bancaire sécurisée
- 2003 : Industrialisation, production et mise en service de Vienne en mai 2003, Córdoba et Gijón en juin 2003.
- 2004 : Dépôt de 8 brevets concernant la sécurité de l’usager et du vélo.
- 2005 : Production de 2 000 vélos, bornes, serveurs commerciaux, serveurs monétiques ; lancement de vélo'v à Lyon et Villeurbanne. Cyclocity reçoit le Trophée du Vélo et le prix Usine Nouvelle.
- 2006 : Nouveaux prix : le Janus de l’industrie décerné par l’Institut français du design et le prix Entreprises et environnement.
- 2007 : JCDecaux reçoit le Grand Prix Stratégie du Design pour Vélib.

## Principe du système

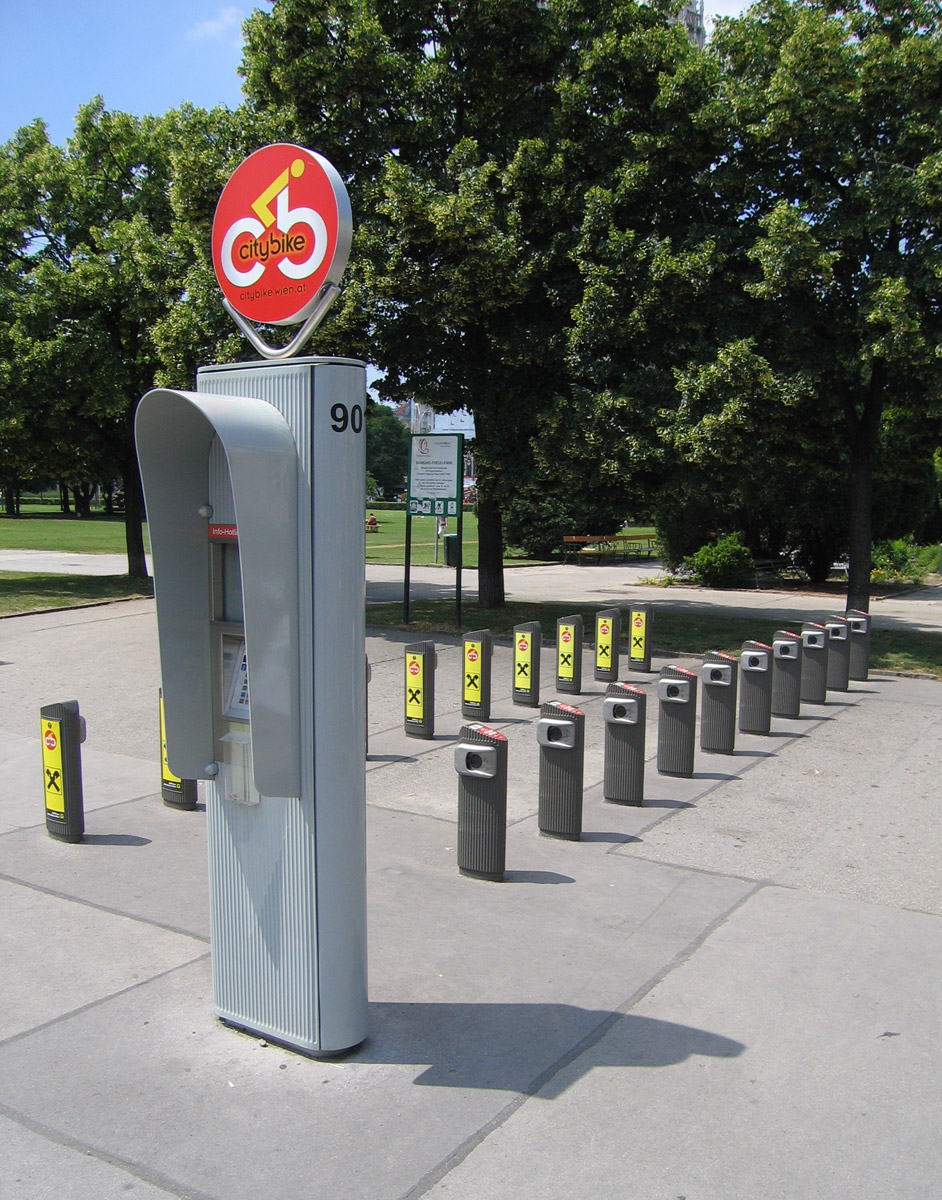
Une station (vide) à Vienne.

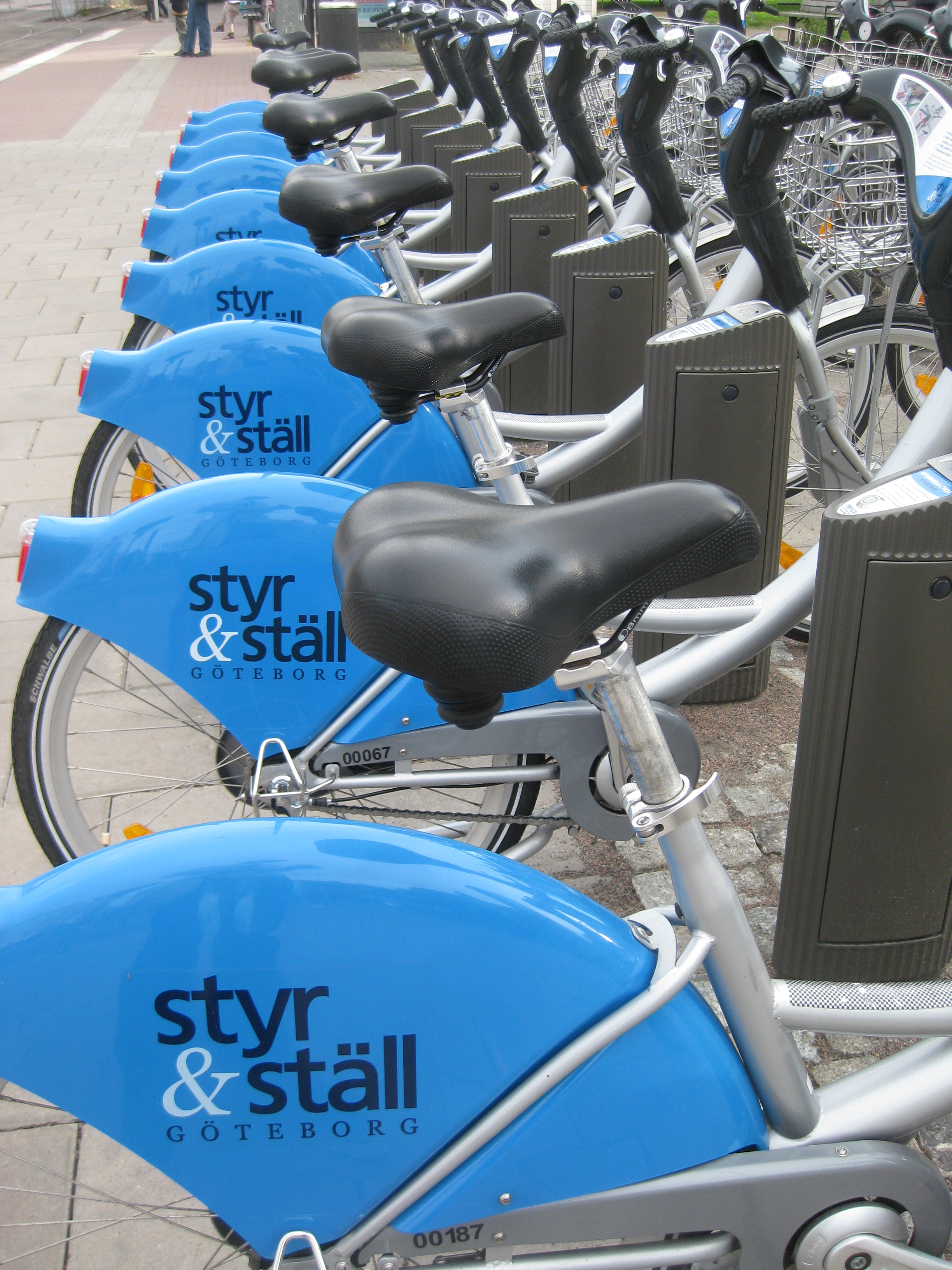
Une station à Göteborg, Suède.

Cyclocity est l'application du concept de vélos partagés en tant que service, généralement proposé par une collectivité locale, au travers d'une délégation de service public assurée par JCDecaux et sa filiale Cyclocity.
Le système est composé, tout d'abord, de stations disséminées dans la ville ou la zone à couvrir. Chaque station est composée de plusieurs bornes d'attache de vélos et d'une borne informatique qui sert d'interface entre les utilisateurs et le système de gestion. Des vélos sont disponibles en nombre suffisant dans chaque station.
Après enregistrement, un utilisateur peut emprunter un vélo dans une station au moyen d'une carte et d'un code. À la fin de l'utilisation, le vélo peut être rendu dans n'importe quelle autre station en le raccrochant à une borne d'attache. Suivant les systèmes, les utilisateurs peuvent s'enregistrer auprès du gestionnaire (pour les systèmes gratuits ou pour les abonnements communément appelés longue durée) ou bien directement sur les bornes informatiques en station, normalement au moyen d'une carte de paiement (abonnement dit de courte durée). Une caution est généralement demandée, soit lors de l'inscription préalable soit en utilisant l'empreinte de la carte de paiement.
La location est normalement limitée dans le temps et, pour les systèmes payants, le coût horaire augmente avec la durée de location. Certains systèmes payants proposent ainsi une première demi-heure gratuite, l'heure suivante étant payante et les heures supplémentaires étant ensuite facturées le double. Dans cette configuration, le renouvellement du parc de vélos à disposition est très rapide, favorisant ainsi l'utilisation pour de courts trajets de station à station. Cela est possible avec un nombre important de stations offrant un bon maillage de la ville ou de la zone à desservir, le point de départ et surtout le point d'arrivée de l'utilisateur devant être proches d'une station. Le système devient alors comparable à un réseau de transport où chaque station du réseau serait reliée aux autres directement, contrairement à un service de transport en commun où des correspondances peuvent être nécessaires. L'utilisateur assure alors son propre transport, entre les stations, au moyen du vélo mis à disposition. JCDecaux avait alors qualifié son système de « réseau de transport individuel ».
Ce système est facilement complémentaire avec un réseau de transport en commun. Avec des stations judicieusement placées (gare, station de métro), un même trajet peut se faire alternativement, pour partie, avec un vélo et un transport en commun. Contrairement à ce qui se passerait avec un vélo dont il aurait la propriété, l'utilisateur n'a plus à sa charge le vélo dès qu'il a achevé son trajet avec celui-ci : ce principe offre des avantages en termes de mobilité mais aussi des combinaisons multimodales inédites.
Les syndicats dénoncent les conditions de travail des salariés chargés de la maintenance des vélos. 

### Un service associé au mobilier urbain
JCDecaux a « inventé » l'Abribus financé par la publicité. Ce concept a été étendu à l'ensemble du mobilier urbain, où l'affichage publicitaire le finance ainsi au travers d'une délégation de service public assurée par l'industriel. Cyclocity est ainsi proposé en tant que service s'ajoutant à celui de la gestion du mobilier. Et l'émergence de ce service est arrivé à temps pour le principal opérateur français alors que de nombreuses délégations de service public pour l'affichage urbain arrivent à échéances, lui servant d'argument commercial tant financièrement que vis-à-vis de la concurrence.
L'affichage publicitaire devait à l'origine financer l'intégralité du service, comme ce fut le cas à Lyon. Devant le coût du système — il semblerait que le service, pour être attractif, doit proposer une période de gratuité, permettant ainsi des sauts de puce gratuits aux abonnés — Cyclocity est devenu un service onéreux. Cependant, devant la réussite de sa vitrine lyonnaise et devant l'enthousiasme des mairies, les collectivités locales se sont lancées dans ce service finalement coûteux pour ces dernières. Les bénéfices directement liés à l'affichage urbain ont connu une très forte augmentation et les rétributions exigées par les collectivités locales (qui se renégocient au renouvellement du contrat) ont logiquement suivi. Si, par exemple à Paris, le lancement du service n'a pas été directement financé par la ville, celui-ci l'a été par une baisse des prétentions de la mairie sur ses rétributions liées à l'affichage publicitaire. À Marseille par contre, où la délégation de service public concernant l'affichage a dû être scindée en deux lots, le service Le Vélo se fait grâce à un financement de la ville.
L'offre est restée longtemps accolée à la gestion de l'affichage publicitaire et du mobilier urbain. Aucune déclinaison du système seul n'a été proposé dans un premier temps. JCDecaux disposant du système de service de vélos partagés le plus abouti notamment techniquement (8 brevets ont été déposés) et ayant fait ses preuves, ce service a pu se révéler comme argument commercial pour récupérer ou conserver certaines délégations de services. À Toulouse cependant, un appel d'offres pour un service de vélopartage sans délégation du marché publicitaire a été lancé et finalement remporté par JCDecaux, ville où par ailleurs le marché publicitaire est géré par son concurrent. Précédemment, un système concurrent indépendant du marché d'affichage publicitaire avait été mis au point par EFFIA et lancé à Orléans (Vélo'+).

## Services en fonction
Ceci est la liste des services Cyclocity/JCDecaux en service dans le monde, pour une liste complète des services du genre, autre que Cyclocity, voir Liste des services de vélos en libre-service dans le monde.
| Pays                   | Ville      | Nom          | Mise en service   | Nombre de vélos | Nombre de stations | Commentaires                     |
| ---------------------- | ---------- | ------------ | ----------------- | --------------- | ------------------ | -------------------------------- |
| Drapeau de la Lituanie | Vilnius    | CycloCity    | 15 juillet 2013   | 200             | 24                 | ouvert du 15 avril au 15 octobre |
| Drapeau de la Belgique | Bruxelles  | Villo!       | 16 mai 2009       | 5 000           | 360                |                                  |
| Drapeau de la Belgique | Namur      | Li bia velo  | 22 avril 2012     | 240             | 24                 |                                  |
| Drapeau de l'Espagne   | Cordoue    | Eco-bici     |                   | 35              | 4                  |                                  |
| Drapeau de l'Espagne   | Séville    | SEVICI       |                   | 2 500           | 250                |                                  |
| Drapeau de l'Espagne   | Santander  | TUSBic       |                   |                 |                    |                                  |
| Drapeau de l'Espagne   | Valence    | Valenbisi    | 21 juin 2010      | 2 750           | 275                |                                  |
| Drapeau de la France   | Lyon       | vélo'v       | 19 mai 2005       | 4 000           | 418                |                                  |
| Drapeau de la France   | Besançon   | VéloCité     | 25 septembre 2007 | 200             | 30                 |                                  |
| Drapeau de la France   | Toulouse   | VélôToulouse | 16 novembre 2007  | 2 400           | 242                |                                  |
| Drapeau de la France   | Amiens     | Vélam        | 16 février 2008   | 313             | 26                 |                                  |
| Drapeau de la France   | Nantes     | bicloo       | 5 mai 2008        | 950             | 103                |                                  |
| Drapeau de la France   | Nancy      | vélOstan'lib | 27 septembre 2008 | 250             | 25                 |                                  |
| Drapeau de la France   | Créteil    | Cristolib    | 10 avril 2010     | 160             | 18                 |                                  |
| Drapeau de l'Irlande   | Dublin     | dublinbikes  | 13 septembre 2009 | 450             | 40                 |                                  |
| Drapeau du Japon       | Toyama     | CyclOcity    | 20 mars 2010      | 150             | 15                 |                                  |
| Drapeau du Luxembourg  | Luxembourg | Vel'oH!      | 21 mars 2008      | 716             | 76                 |                                  |
| Drapeau de la Slovénie | Ljubljana  | BicikeLJ     |                   |                 | 85                 |                                  |
| Drapeau de la Suède    | Lund       | Lundahoj     |                   |                 | 17                 |                                  |

## Services fermés
| Pays                   | Ville           | Nom          | Mise en service  | Nombre de vélos | Nombre de stations | Fermeture                                                               |
| ---------------------- | --------------- | ------------ | ---------------- | --------------- | ------------------ | ----------------------------------------------------------------------- |
| Drapeau de la France   | Aix-en-Provence | V'hello      | 29 juin 2007     | 200             | 16                 | 31 mai 2011                                                             |
| Drapeau de la France   | Plaine Commune  | Velcom       | 24 juin 2009     | 250             | 47                 | 1er août 2012                                                           |
| Drapeau de la France   | Paris           | Vélib'       | 15 juillet 2007  | 20 000          | 1 202              | 31 décembre 2017, remplacé par un système concurrent (Vélib' Métropole) |
| Drapeau de l'Australie | Brisbane        | CityCycle    | 12 mai 2011      | 1 200           | 100                | 31 décembre 2020                                                        |
| Drapeau de l'Autriche  | Vienne          | Citybike     | 19 mai 2003      | 1 500           | 121                | [ 12 ]                                                                  |
| Drapeau de l'Espagne   | Gijón           | Gijón-Bici   |                  | 64              | 8                  | 1er juillet 2023                                                        |
| Drapeau de la France   | Marseille       | le vélo      | 12 octobre 2007  | 1 000           | 130                | 2023, remplacé par un réseau du même nom opéré par Fifteen              |
| Drapeau de la France   | Rouen           | Cy'clic      | 22 décembre 2007 | 250             | 20                 | 3 juillet 2023, remplacé par Lovélo libre-service (par Inurba Rouen)    |
| Drapeau de la Suède    | Göteborg        | Styr & ställ | août 2010        | 1 000           | 60                 | 2020, remplacé par un réseau du même nom opéré par Nextbike             |
| Drapeau de la France   | Cergy-Pontoise  | VélO2        | 21 mars 2009     | 360             | 41                 | juin 2025, remplacé par un réseau du même nom opéré par Nextbike,       |
| Drapeau de la France   | Mulhouse        | VéloCité     | 15 décembre 2007 | 200             | 40                 | juin 2025, remplacé par un réseau du même nom opéré par Nextbike,       |

## Production
Conçus par l'équipementier cycliste français Lapierre, les vélos de location proposés par JCDecaux dans le cadre des systèmes Cyclocity sont fabriqués en Hongrie, près du village de Tószeg, par une filiale du groupe néerlandais Accell.